# Unisys
Unisys Corporation is een technologiebedrijf dat informatietechnologie services verleent. Voorheen was het bedrijf, dat aan de New York Stock Exchange genoteerd staat als UIS, gespecialiseerd in hardware. Het bedrijf heeft ongeveer 20.000 werknemers en het hoofdkantoor bevindt zich in Blue Bell, Pennsylvania.
Het Nederlandse hoofdkantoor bevindt zich op 'Park Rijk' te Schiphol-Rijk. Er werken ca. 300 mensen in de Nederlandse vestiging. Unisys Nederland NV maakt integraal onderdeel uit van de Unisys North Cluster waarvan ook België, Luxemburg en de Scandinavische landen plus Finland deel uitmaken.

## Ontstaan en geschiedenis
UNISYS staat voor "UNited Information SYStems". De bedrijfsnaam werd gekozen na een interne wedstrijd, waarbij de winnende naam werd voorgesteld door een stagiair. Het bedrijf kwam in september 1986 tot stand na het samengaan van Sperry Corporation, (de fabrikant van de UNIVAC mainframe) en Burroughs Corporation, waarbij Burroughs Sperry voor $4,8 miljard aankocht. Het was de grootste fusie in de computerindustrie in die tijd en het maakte Unisys tot het tweede grootste computerbedrijf, met $10,5 miljard aan inkomsten en 90.000 medewerkers in 100 landen. In 1988 kocht het bedrijf Convergent Technologies aan met hun innovatieve technologie van CTOS.
Belangrijke gebeurtenissen in de geschiedenis van het bedrijf zijn o.a. de ontwikkeling van de 2200 series in 1986, alsook de UNISYS 2200/500 CMOS mainframe en de Micro A in 1989, het eerste desktop mainframe alsmede sinds de laatste 6 jaren de getrademarkte Stealth technologie voor Secure computing. Deze technologie heeft in 2015, de in de security industrie meest belangrijke, Frost & Sullivan North American Encrypted Network Security Solutions New Product Innovation Award gewonnen.